# ゴールデン・スパイク

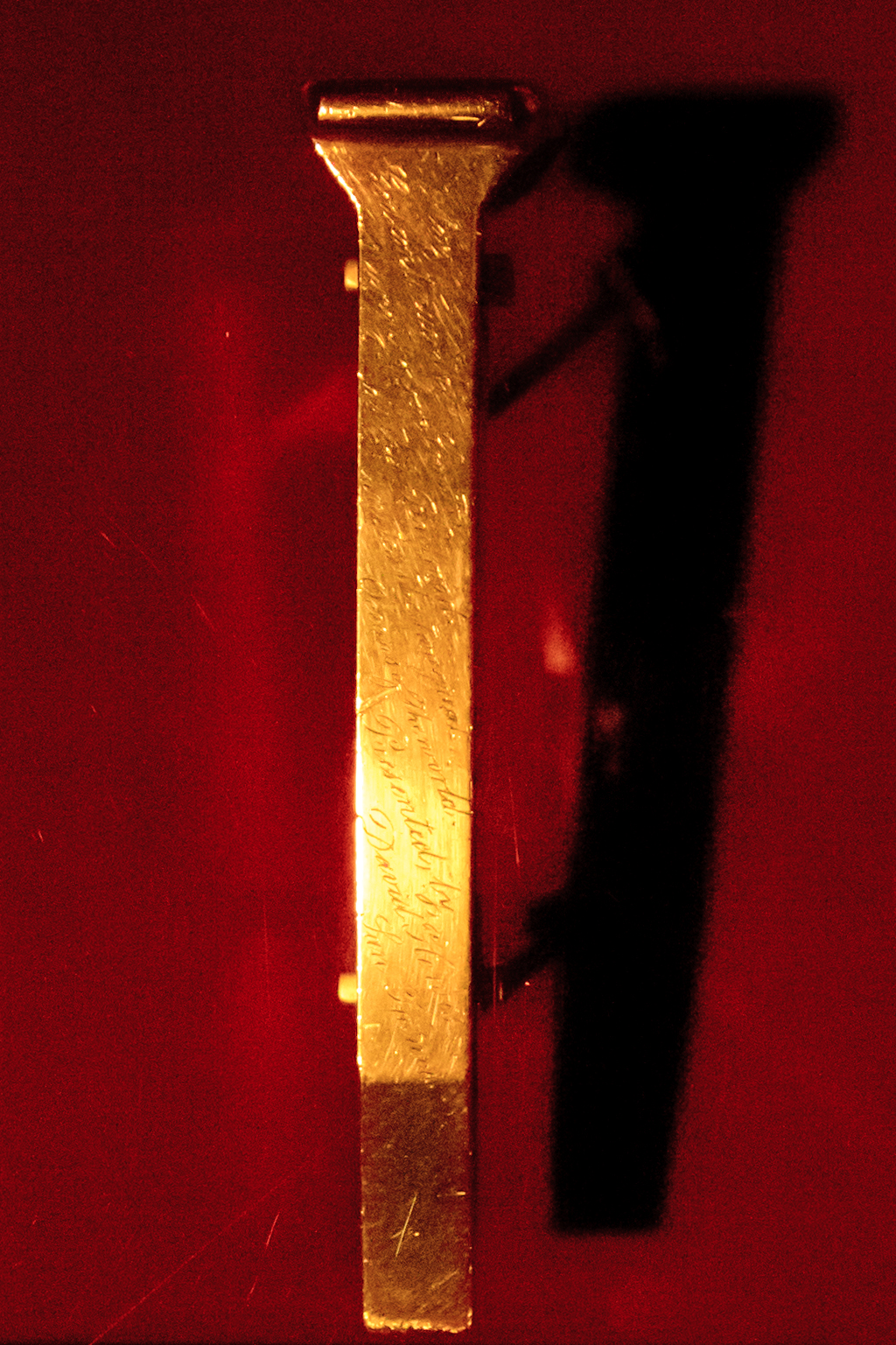
スタンフォード大学で保存展示されているゴールデン・スパイク

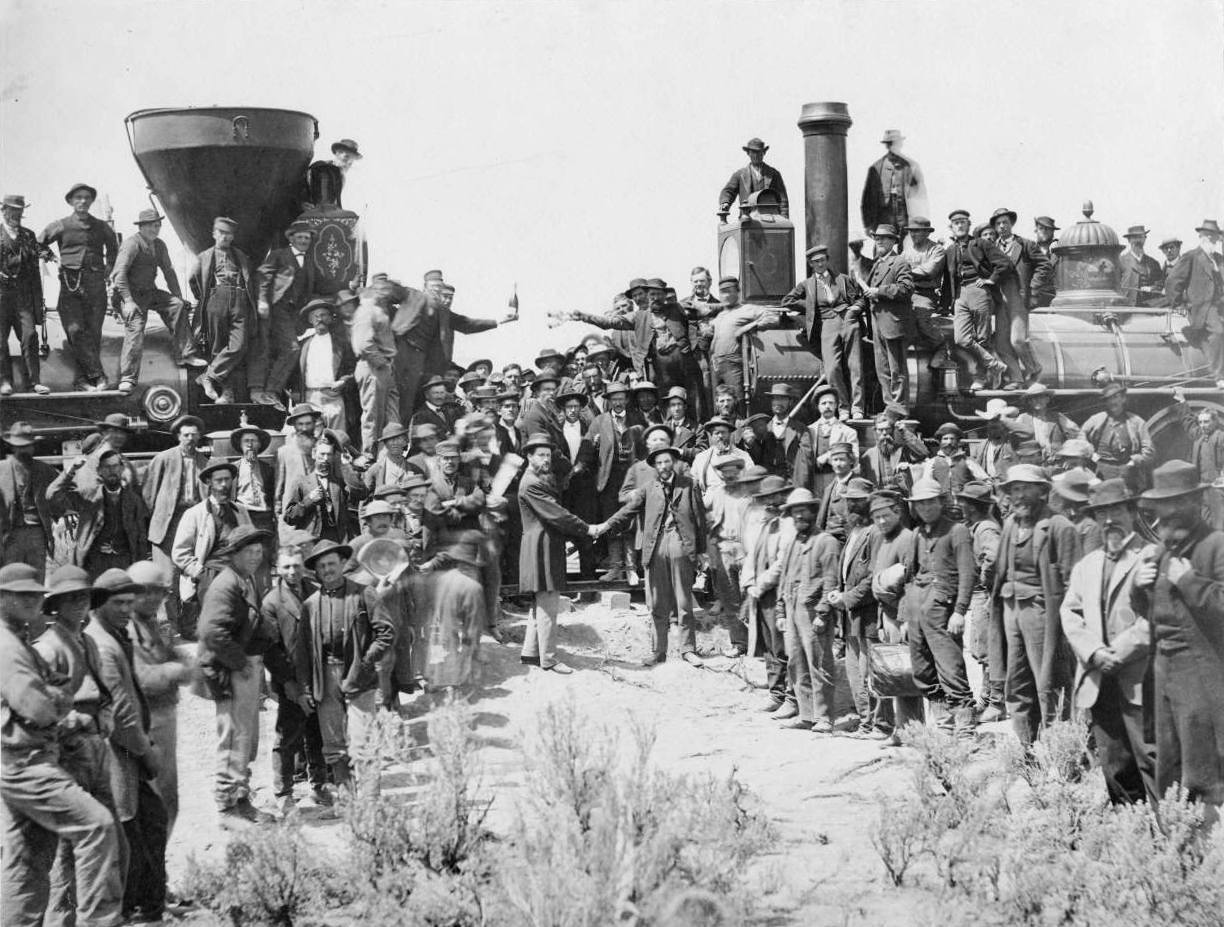
1869年5月10日の開通式

ゴールデン・スパイク（英: golden spike、黄金の犬釘）は、鉄道路線が完成する時に最後に記念のために打ち込まれる犬釘のことである。この習慣は、最初の大陸横断鉄道であるセントラル・パシフィック鉄道とユニオン・パシフィック鉄道がユタ州プロモントリー・サミット（Promontory Summit）で1869年5月10日にリーランド・スタンフォードによって公式に接続された時に初めて行われた。

## 歴史
大陸横断鉄道の完成を金の犬釘で行うというアイデアは、サンフランシスコの投資家であるデービッド・ヒューズ（David Hewes）が考えたものであった。その犬釘は、サンフランシスコのウィリアム・T・ガーラット・ファウンドリー（William T. Garratt Foundry）で製造された。犬釘の両側には鉄道会社の役員の名前が彫り込まれた。犬釘が打ち込まれる最後の完成区間では、カリフォルニア月桂樹で作られた特別な枕木が使用された。当初式典は5月8日に開催される予定であったが、悪天候とユニオン・パシフィック側の労働争議による建設遅延が原因で2日間延期された。
5月10日、式典を前にプロモントリー・サミットでは、ユニオン・パシフィック鉄道の119号機関車（en:Union Pacific No. 119）とセントラル・パシフィックの60号機関車（ジュピター、en:Jupiter (locomotive)）が引き出され、ほんの1本の枕木分の距離を置いて正面を向き合わせた。正確な数は不明であるものの、推定で500人から3000人程度の政府と鉄道の関係者や工事の労働者が世紀の式典の目撃者となった。

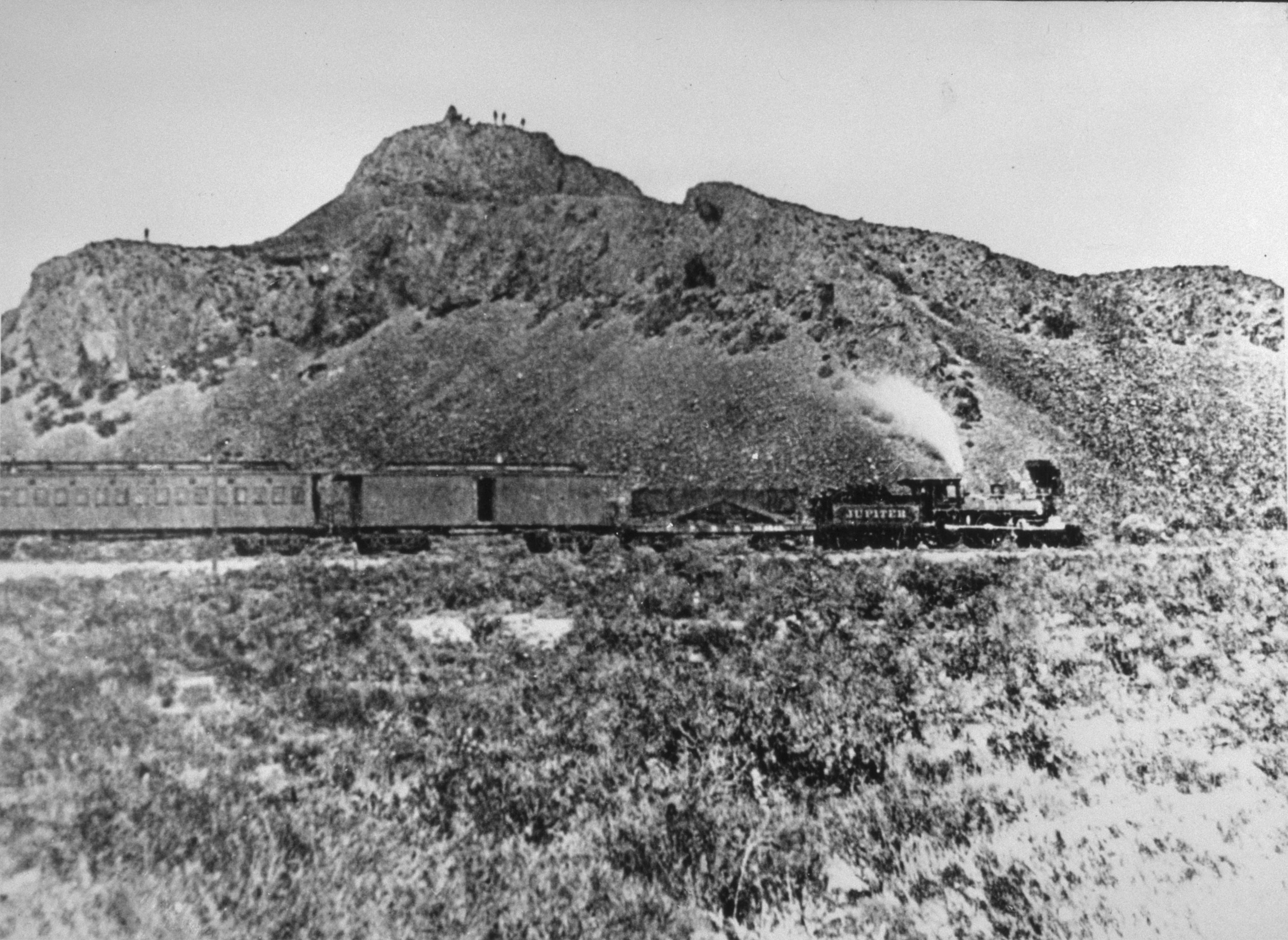
ゴールデン・スパイクの式典へセントラル・パシフィック鉄道の4人の主な出資者の1人であるリーランド・スタンフォードとその他の鉄道関係者を運ぶ、ジュピター号牽引の列車

最後の犬釘が打たれる前に、セントラル・パシフィック鉄道の4人の主な出資者のうち、式典に参加できなかった3人の代わりに3つの記念の犬釘が月桂樹の枕木に打ち込まれた。
- もう1本の、より低い質の金の犬釘は、サンフランシスコのNews Letterによるもので、200ドル相当の金で作られ、With this spike the San Francisco News Letter offers its homage to the great work which has jointed that Atlantic and Pacific Oceans.（この犬釘により、サンフランシスコ・ニューズ・レターは大西洋と太平洋と結ぶ偉大な事業という栄誉を提供する）と彫り込まれていた。
- ネバダ州によって提供された銀の犬釘、25オンスのあまり洗練されていない銀でできていた。
- アリゾナ準州提供の鉄・銀・金の組み合わせでできた犬釘、Ribbed with iron clad in silver and crowned with gold Arizona presents her offering to the enterprise that has banded a continent and dictated a pathway to commerce.（鉄で被覆され金を冠した銀の犬釘で、アリゾナは大陸を結び商業の通路となる事業へ提供する）と彫り込まれていた[2]。

黄金の犬釘は、17.6カラット（73%）の銅の混ぜ物のある金で作られ、14.03トロイオンス（436g）の重量があった。犬釘は事前に穴を開けられていた月桂樹の記念枕木に、銀の記念の犬釘打ちで静かに打ち込まれた。犬釘には4つの面に以下のように彫り込まれていた。
- 太平洋への鉄道は1863年1月8日に起工され、1869年5月8日に完成した。
- カリフォルニア セントラル・パシフィック鉄道重役 リーランド・スタンフォード閣下、C. P. ハンティントン（C. P. Huntington）、E. B. クロッカー（E. B. Crocker）、マーク・ホプキンス（Mark Hopkins）、A. P. スタンフォード（A. P. Stanford）、E. H. ミラー・ジュニア（E. H. Miller Jr.）
- 社長 リーランド・スタンフォード閣下、 副社長 C. P. ハウンティントン、代理人 E. B. クロッカー、Tresr.（会計、←treasurer） マーク・ホプキンス、Supdt.（監督、←superintendent） チャス・クロッカー・ジェン、Secty.（秘書官、←secretary) ミラー・ジュニア、主任技術者 S. S. モンタギュー（S. S. Montague）
- この鉄道が世界の2つの大洋を結ぶごとく、神が我が国の統一を守り給え。サンフランシスコ デービッド・ヒューズ提供

2台の機関車があまりに近くに引き出されたため、群集はスタンフォードとその他の鉄道関係者の周りに詰めかけ、式典はいくらか混乱したものとなり、実際の式典の進行を変えることになった。セントラル・パシフィック鉄道の中国人労働者は特に式典から除かれていたという伝説があるが、A. J. ラッセル（A. J. Russell）の立体視写真 #539には"ユニオン・パシフィック鉄道の最後の線路を敷く中国人労働者"が映っている。8人の中国人労働者がこの最後のレールを敷き、このうちGing Cui、Wong Fook、Lee Shaoの3人は50年後の記念式典に参加できるほど長生きしている。50周年式典の最後でこの3人は、セントラル・パシフィック鉄道の重役により賞賛されている。
黄金の犬釘と月桂樹の枕木は、直後に取り除かれて通常の鉄の犬釘と枕木に置き換えられた。12時47分、最後の鉄の犬釘が打ち込まれて、最終的に鉄道が完成した。スタンフォードとヒューズは最後の犬釘を打ち込むのに失敗したが、"done"（完成）という単語が電報でアメリカ全土に送信された。アメリカでは、この式典が最初の全国規模のメディア中継であると考えられている。
式典後、黄金の犬釘はスタンフォード博物館（en:Iris & B. Gerald Cantor Center for Visual Arts）に1898年に寄贈されている。最後の月桂樹の枕木は、1906年のサンフランシスコ地震で焼失している。

## 影響

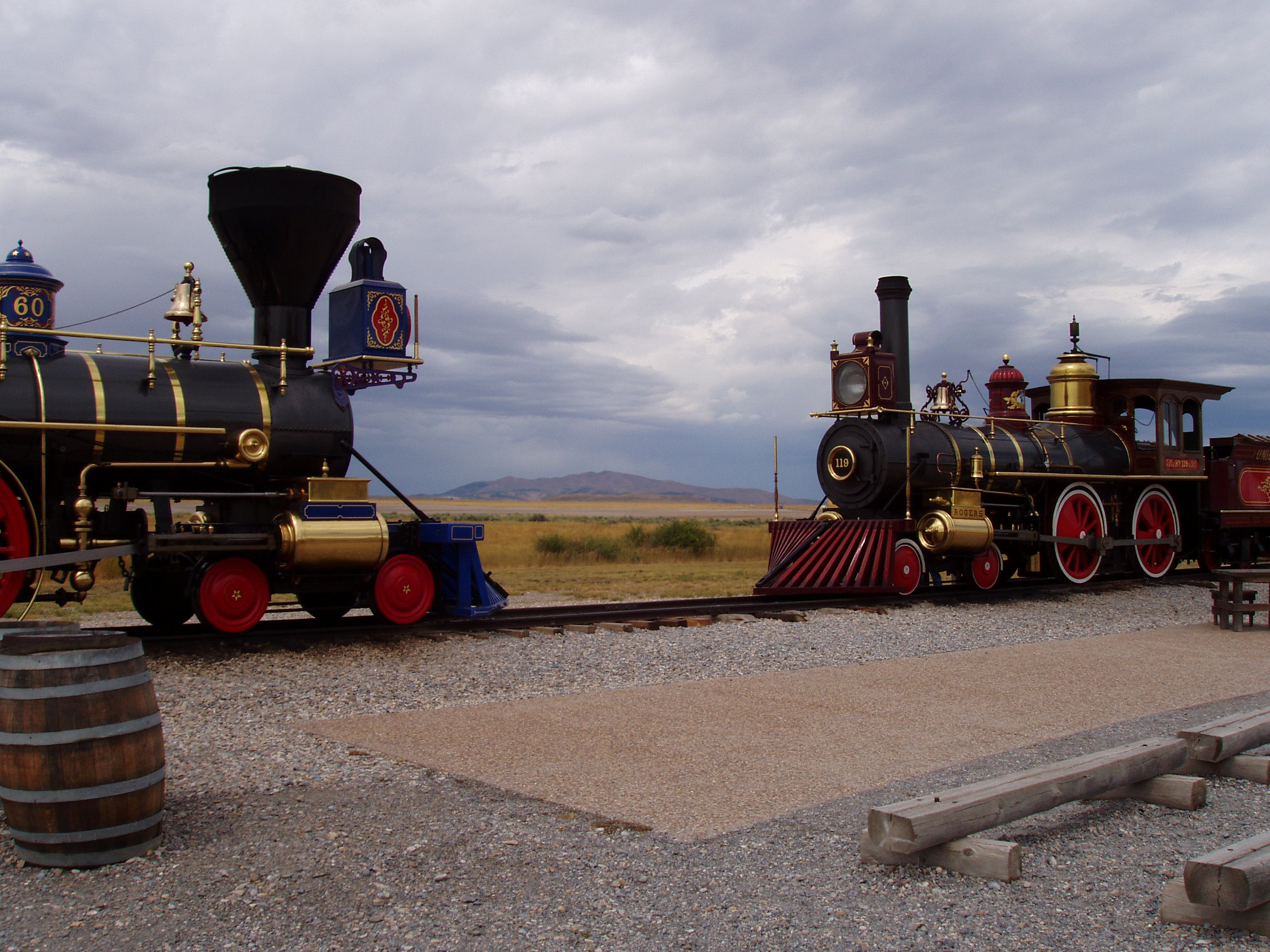
現在のゴールデン・スパイク国立史跡（National Historic Site）。119号機関車とジュピター号機関車が向き合い、ゴールデン・スパイクの締結を再現している。

プロモントリーでの式典は大陸横断鉄道の完成を祝ったものの、実際には両大洋を結ぶシームレスな鉄道網の完成を意味していなかった。アイオワ州カウンシルブラフスとネブラスカ州オマハ間のミズーリ川に鉄道橋が完成していなかったため、1872年に鉄橋（en:Union Pacific Missouri River Bridge）が完成するまで川を船で横断しなければならなかった。その間に、両大洋間の鉄道連絡は、1870年8月にコロラド州ストラスバーグ（Strasburg）で、カンザス・パシフィック鉄道（en:Kansas Pacific Railway）のデンバー延長によって完成している。
1904年に、グレートソルト湖を横断するルーシン短絡線が開通すると、プロモントリー経由の路線は大陸横断鉄道のメインルートからはずれてしまった。
1939年、セシル・B・デミルの映画「大平原」（en:Union Pacific (film)）のオマハとカウンシル・ブラッフスでの公開に先立ち、金色に塗装されたコンクリート製の56フィートの高さの犬釘のオブジェが、最初の大陸横断鉄道の0マイルポストの位置にほぼ相当する、カウンシル・ブラッフス ナインス・アヴェニュー（9th Avenue）で除幕されている。
1942年には、プロモントリー・サミットの古いレールが戦争のために回収されている。この時には最後の鉄の犬釘を「引き抜く」記念行事が行われている。1943年に記念の碑を建てた地元の住民以外は、当初の式典はすっかり忘れ去られていった。戦争が終結し、記念式典の再現が1948年に行われた。
1957年に、連邦議会はプロモントリー・サミットの周辺をできるだけ1869年当時のままに保存するために、ゴールデン・スパイク国立史跡（en:Golden Spike National Historic Site）を設定した。この史跡には実際の式典に参加した機関車のレプリカが動作する状態で置かれており、夏期には毎週土曜日に式典を再現するために正面から向き合わせる形で引き出される。

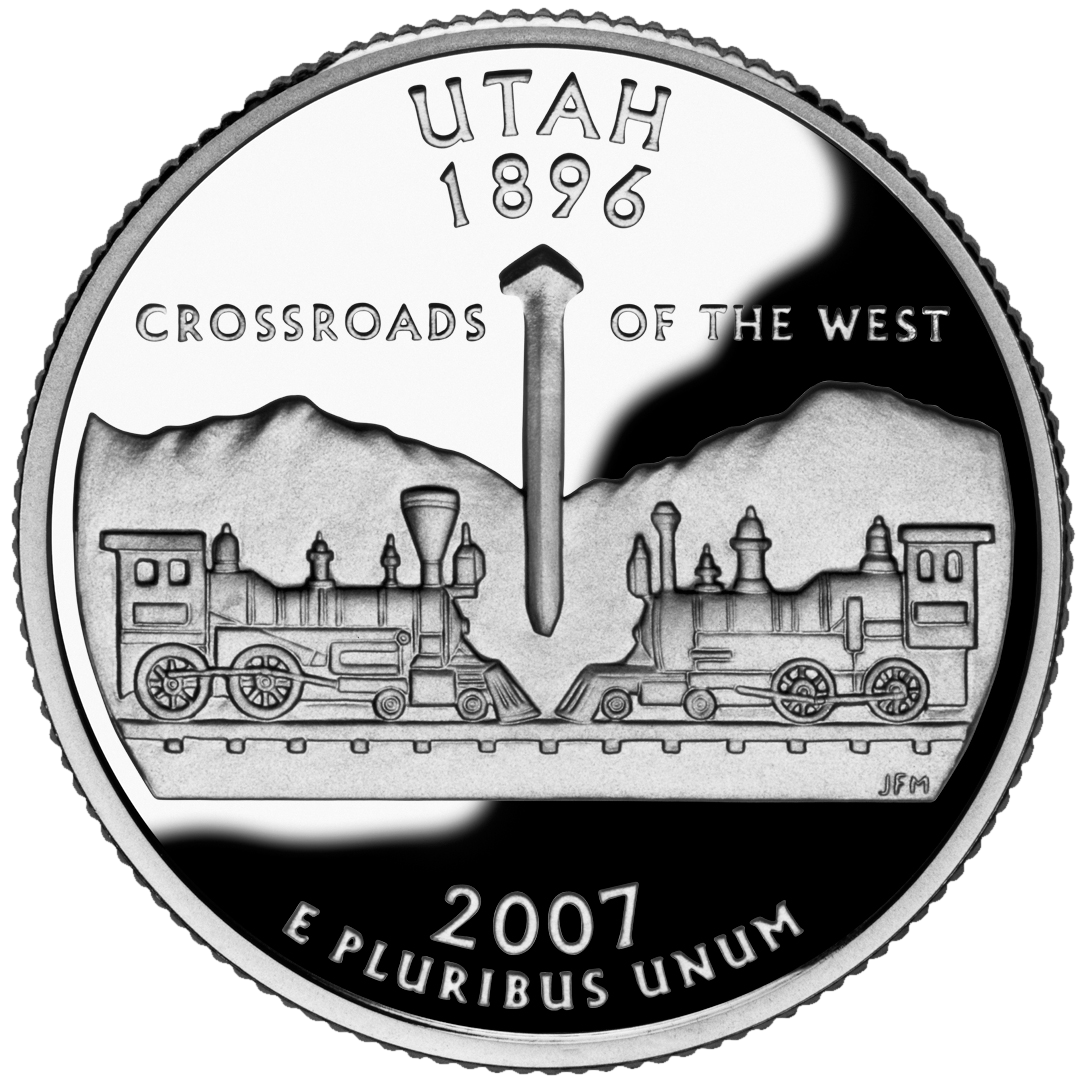
ユタ州の50州25セント硬貨デザイン

2006年5月10日、犬釘が打ち込まれた記念の日に、ユタ州は50州25セント硬貨のユタ州用のデザインを、このゴールデン・スパイクの描写にするということを発表した。ゴールデン・スパイクのデザインは、スコット・プライス・シラキュース中学校の特別教育生徒の発案によるものであった。ユタ州の住民投票と意見により3つのデザインが候補に残ったものの中から、最終的にユタ州知事ジョン・ハンツマンがこのデザインを選択した。

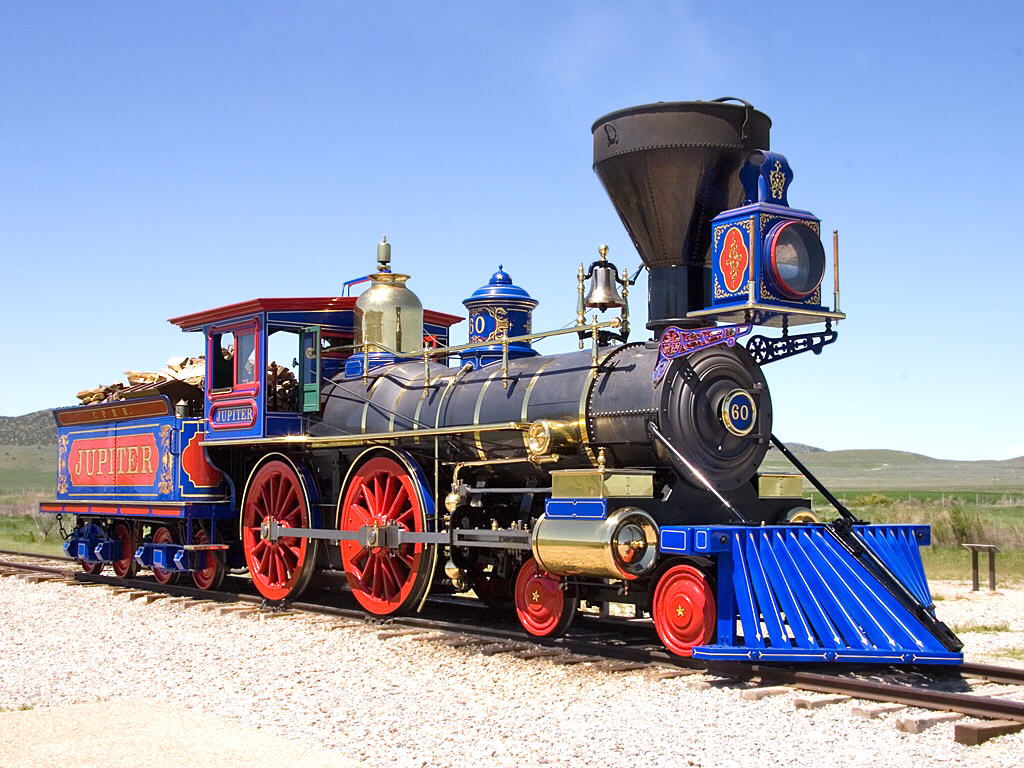
セントラル・パシフィック鉄道60号機関車"ジュピター"
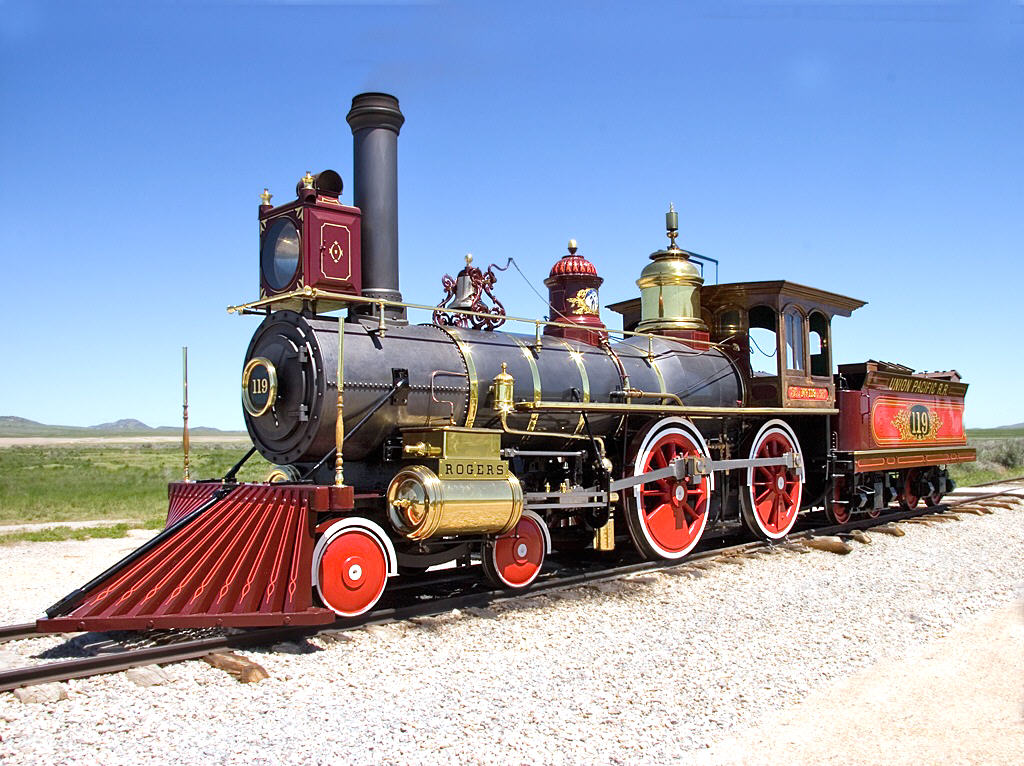
ユニオン・パシフィック鉄道119号機関車